# Balafon (Niamey)

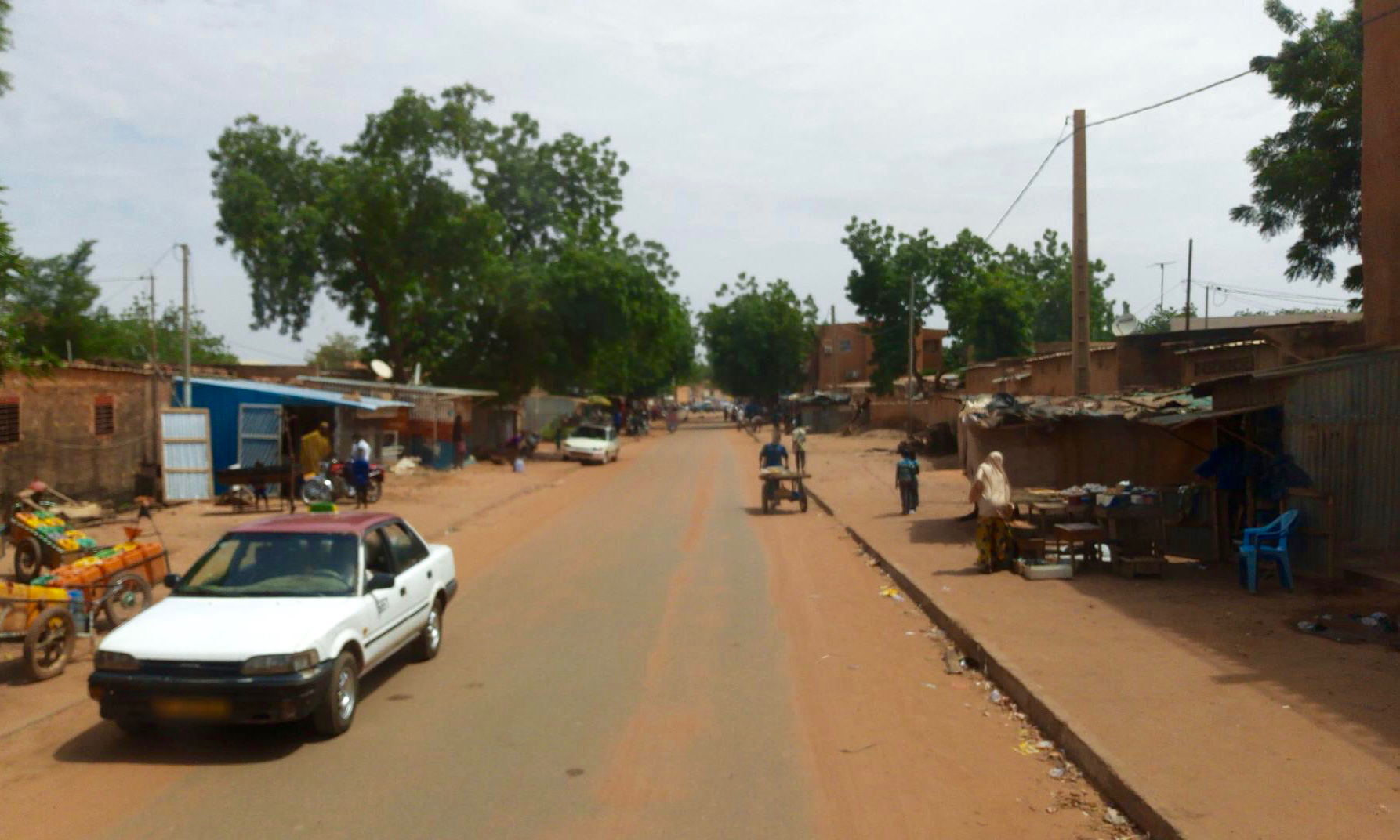
Rue de l’Egypte in Balafon (2018)

Balafon ist ein Stadtteil von Niamey in Niger.
Der Stadtteil befindet sich Zentrum von Niamey und gehört administrativ zum Stadtviertel Abidjan im Arrondissement Niamey III. Balafon liegt im Süden des Stadtviertels und wird von den Straßenzügen der Avenue Soni Ali Ber, der Avenue du Ghana und des Boulevard de l’Indépendance begrenzt. Die benachbarten Stadtviertel sind Banizoumbou im Südwesten und Lacouroussou im Südosten. In der Nähe befinden sich wichtige Einrichtungen wie das Marktgelände des Grand Marché und die Große Moschee von Niamey.
Die nach dem Musikinstrument Balafon benannte Siedlung entstand wie das Stadtviertel Nouveau Marché in den 1950er Jahren im Zuge einer östlichen Stadterweiterung von Niamey. Noch 1959 bestand hier eine kleine Strohhütten-Siedlung namens Bella Kwara, die mit der Verstädterung verschwand. In Balafon ließen sich viele Hausa-Zuwanderer aus Ader in Zentral-Niger nieder. Die erste öffentliche Grundschule wurde 1960 gegründet. Mit der Einteilung von Niamey in fünf Distrikte im Jahr 1979 wurde Balafon Teil des 3. Distrikts, der 1989 mit dem 4. Distrikt in der Teilgemeinde Niamey II aufging, die wiederum 1996 in der bisherigen Form aufgelöst wurde.